# الاغاني الوطنية السعودية
تشكِّلُ الأغنيةُ الوطنيةُ في المملكة العربية السعودية امتدادًا لفنونٍ شفويةٍ جماعية (مثل العرضة والخطوة والدحة وسامري)، ثم تطوّرت مع بناء الدولة وأجهزتها الإعلامية والعسكرية إلى سلامٍ ملكيٍّ موسيقيّ (1947–1983) فـنشيدٍ رسميٍّ بكلمات وأوركسترا (منذ 1984)، وصولًا إلى إنتاجات سمعية-بصرية ضخمة مرتبطة بالسياسات الثقافية وهوية اليوم الوطني السعودي في العقدين الأخيرين.
وفق روايات صحفية وثقافية، تعود البذرة البروتوكولية الحديثة إلى زيارة ملكية عام 1947 حين قدّم الملك فاروق قطعةً موسيقيةً قصيرة قُدِّمَتْ للملك عبد العزيز عبر العازف عبد الرحمن الخطيب، فاستُخدمت استقبالًا ثم اعتُمِدت «سلامًا ملكيًّا» بلا كلمات نحو 1950. عام 1984 وُضِعَ النصّ الشعري للنشيد («سارعي للمجد والعلياء») بقلم إبراهيم خفاجي، مع ترتيبات موسيقية من سراج عمر، فغدا النشيد صيغة موحّدة للاحتفالات الرسمية والتعليمية والرياضية.

## النشأة والسياق
- قبل الدولة الحديثة، أدّت العرضات والأهازيج القبلية وظيفة الحشد والولاء في المناسبات الاجتماعية والعسكرية، مع إيقاعاتٍ محليةٍ وكلماتٍ فخرية تُؤدَّى جماعيًا دون آلاتٍ أوركسترالية.[2]
- مع ترسّخ المركزية وبروز الإعلام المسموع ثم المرئي منذ خمسينيات القرن العشرين، اتسع حضور «الأغنية الوطنية» كأداة رمزية وهويةٍ رسمية.
- 1960–1970: توسّع بثّ الأعمال الوطنية عبر الإذاعة والتلفزيون، وصعود فرق الموسيقى العسكرية والعروض الاحتفالية.
- 1984: تكليف إبراهيم خفاجي بكتابة النص، وترتيبات سراج عمر، واعتماد النشيد رسميًا؛ وأُذيع لأول مرة بصيغته المقروءة في أول أيام عيد الفطر عام 1984.[4]

## تصنيف وظيفي
- أناشيد رسمية: السلام الملكي (1947)، «سارعي للمجد والعلياء» (1984).
- العرضة والفنون الشعبية: «نحمد الله جت على ما تمنى»، «نجد شامت»، «يا هل العوجا»، والسامري والمِزمار في الأعياد والمناسبات.
- أغاني اليوم الوطني الموسمية: هويات سنوية («هي لنا دار»/«نحلم ونحقق») وأغانٍ تُنتجها جهات رسمية وخاصة.
- الأوبريت: عروض جماعية مسرحية-تلفزيونية (مثل أوبريتات الجنادرية و«ليلة وطن»).

## تطوّر الأدوار والأنماط

### الأداء الشعبي والرمزية التقليدية
العرضة بقيت «قالب هوية» في الأعياد الوطنية والمناسبات العسكرية، بصفّين متقابلين، وشعرٍ حماسي وإيقاع طبول، مع حضور السيوف والرايات.

### المؤسسية والإعلام
منذ السبعينيات، رسّخت الأجهزة الرسمية بروتوكولات الوقوف للنشيد وتعميمه في المدارس والوفود والفعاليات، وتوسّع بثّه عبر القنوات السعودية الأرضية ثم الفضائية، كما انتقلت الأغنية الوطنية من تسجيلات فردية إلى أوبريتات جماعية ضخمة.

### الهوية البصرية والسمعية الحديثة
منذ 2016، أسّست الهيئة العامة للترفيه هويات موحّدة لليوم الوطني («هي لنا دار»، «نحلم ونحقق») مع فيديوكليبات عالية الجودة تُقدَّم كأدوات دبلوماسية ثقافية تُبرز مشاريع رؤية 2030.

## محطات تاريخية

### الملك عبد العزيز (1932–1953)
- ترسيم العرضة بوصفها أداءً احتفاليًا سياديًا في الاستقبالات الكبرى، مع تثبيت القوالب الشعرية والإيقاعية (2/4 و4/4) والدفوف والسيوف ضمن الهوية الرسمية.[9]
- السلام الملكي (الموسيقي) يظهر أواخر الأربعينيات، ثم يُعتمد لحنًا بروتوكوليًا في 1950 بعد إهداء لحنٍ من مصر عبر عبد الرحمن الخطيب للملك عبد العزيز.
- أبرز العروض/الأهازيج: «يا هل العوجا»، «نجد شامت» في المناسبات الجماهيرية بوصفها حاملًا للولاء والقيم الجمعية.

### الملك سعود (1953–1964)
- اتساع البثّ الإذاعي وتأسيس نوى الفرق العسكرية، فظهرت أنماطٌ غنائية وطنية إذاعية منتظمة تُبَثّ في المناسبات الرسمية.
- أبرز الأغاني: «بلادي بلادي منار الهدى» (نص: طاهر زمخشري، لحن: سراج عمر، أداء: محمد عبده/أعمال مبكرة للإذاعة).[10] «وطني الحبيب» (نص: إبراهيم خفاجي، أداء: طلال مداح) كباكورة لونية وطنية إذاعية.

### الملك فيصل (1964–1975)
- تكثيف الحضور التلفزيوني للأعمال الوطنية وتهيئة أرضية الأوبريتات الكبيرة؛ مزج الفخر بالتنمية في النصوص والألحان المبسّطة للبثّ المرئي.[10]

أبرز الأغاني:
- «أفديك يا وطني» (كلمات: الأمير عبدالله الفيصل، ألحان: طارق عبدالحكيم، أداء: طلال مداح).
- «صُنّاع المجد» (كلمات: علي داوود، ألحان: سراج عمر).
- «فيصلنا يا فيصلنا» (نص: مسلّم البرازي) نشيدٌ جماهيريٌ واسع الانتشار آنذاك.
- «أوقد النار يا شبابها» أداء محمد عبده إبّان حرب الوديعة (1969).
- «نحمد الله جت على ما تمنى» قصيدة العرضة للشاعر عبدالرحمن بن سعد الصفيان، ارتبطت بسياق حرب الوديعة وانتشرت جماهيريًا.[11]

### الملك خالد (1975–1982)
- ترسيخ «السلام الملكي» كلحنٍ بروتوكولي في الاستقبالات وتكاثر العروض المصوّرة، تمهيدًا لتحويله إلى نشيدٍ بكلمات لاحقًا.
- تزايد إنتاج الأغنية الوطنية التلفزيونيّة وبثّ النسخ المصوّرة قبل مرحلة الأوركسترا والكورال الموسّع.

### الملك فهد (1982–2005)
- اعتماد النشيد بالكلمات «سارعي للمجد والعلياء» (1984) بتكليف الشاعر إبراهيم خفاجي، وتثبيت ترتيبه الأوركسترالي (نحاسيات/كورال) للاستخدام العسكري والمدني.
- إلزام الوقوف والأداء الغنائي في المدارس والمنتخبات والوفود، وترسيخ النشيد كعلامة صوتية وطنية.
- أبرز الأغاني:
- «فوق هام السحب» (1987) بصوت محمد عبده؛ نموذج «الأغنية-النشيد» ذات الصياغة الأوركسترالية للحشود والمحافل.
- إعادة انتشار «وطني الحبيب» في قوالب مسجّلة متعدّدة عبر الإذاعة والتلفزيون.

### الملك عبد الله (2005–2015)
- تضخيم احتفالات «اليوم الوطني» تلفزيونيًا، وازدياد الأوبريتات والأناشيد المصوّرة، وظهور «تقسيم وظيفي» بين الأغنية الأوركسترالية للحفلات والشيلات للحشود الشعبية.
- أبرز الاتجاهات/الأعمال: شيوع الشيلات الوطنية (قوالب إيقاعية إلكترونية خفيفة مع نصوص حماسية) في الفعاليات الشعبية، إلى جانب استمرار الأوبريتات التلفزيونية الخاصة بالمناسبات الرسمية.[12]

### الملك سلمان (2015–الآن)
- هويّات اليوم الوطني الموحّدة وأناشيد موسمية ذات إنتاج بصري-سمعي كبير تُستخدم ثقافيًا ودبلوماسيًا، تقودها هيئة الترفيه (مثل «هي لنا دار»، «نحلم ونحقق»).
- توسع كبير في فنون العرضات الإقليمية ضمن الفعاليات الضخمة ومزجها مع قوالب الإنتاج المعاصر.
- أبرز الأغاني/الإصدارات: «هي لنا دار» (عمل جماعي) لفيديو الهوية 91.[13]
- «الحكم لله ثم لـ آل سعود» (ماجد المهندس) لليوم الوطني 90 ضمن موجة الأعمال المصوّرة الحديثة.
- «ياكبر الفخر» (كورال وزارة الحرس الوطني) في إطار العروض الرسمية العسكرية الحديثة المستلهمة من فن العرضة النجدية.
- «هذا الوطن» (راشد الماجد) كإصدار حديث يعكس دمج الهوية البصرية-السمعية مع لقطات تعرض ولي العهد الأمير محمد بن سلمان وافتّاحات المشاريع الوطنية.

## الموسيقى
تقومُ البنيةُ الموسيقيةُ للأغنية الوطنية السعودية على مزاوجةٍ بين إرثٍ لحنيّ نجدي وحجازي ثم مصري وشامي وإطارٍ بروتوكوليّ حديث. على مستوى المقامات تُستعمل أنماط عربية شائعة مثل الراست والبيات والحجاز والنهوند في الغناء الحماسي والاحتفالي، بينما اتجهت ترتيبات النشيد الرسمي الحديثة إلى قالبٍ لحنيّ واضح وجُمَلٍ مارشية سهلة الحفظ، مع توزيعٍ نحاسيّ وخشبيّ يراعي الأداء العسكري والاحتفالي. إيقاعيًّا، تعتمدُ الفنون المؤسِّسة (العرضة، المِزمار، السامري) على أوزانٍ ثنائية ورباعية وسداسية (مثل 2/4 و4/4 و6/8) تُؤدَّى بالدف/الطار والطبل، وتتخلّلها تصفيقٌ جماعي وصيحات (هتاف) تُعزّز وظيفة الحشد؛ وقد جرى نقل روح هذه الأوزان إلى صيغٍ حديثة تُناسب المسارح والفرق النظامية. على مستوى الآلات تمزج العروض التقليدية بين الدف/الطار والطبل والمِزمار الحجازي، وفي السواحل الشرقية تُستخدم أيضًا المراويس في بعض الألوان، فيما يرسّخ النشيد الرسمي توزيعًا أوركستراليًا (نحاسيّات، خشبيّات، إيقاع عسكري) مع كورال يُؤكّد النِّداء الجمعي والوقار البروتوكولي. أما النصوص فتركِّز مفرداتها المحورية على التوحيد والولاء والوحدة والمجد والعلوّ؛ وقد صِيغ نصّ النشيد الرسمي «سارعي للمجد والعلياء» بلغةٍ تقريريةٍ مختصرة تُسهِّل التلقّي الجماهيري وتؤكّد المضمون القيمي للدولة الحديثة. بهذه الخصائص التكوينية يجمع القالب الوطني السعودي بين مقامٍ عربيّ مألوف، وإيقاعٍ جماعي وظيفي، وتوزيعٍ أوركسترالي حديث، ونصٍّ موجّهٍ ذي حمولةٍ رمزيةٍ واضحة، ما يفسّر قابليته للاستخدام التعليمي والعسكري والاحتفالي والدبلوماسي على حدٍّ سواء.

## قائمة مختارة للأعمال الوطنية
- «النشيد الوطني السعودي» – كلمات إبراهيم خفاجي، ترتيبات سراج عمر.
- «فوق هام السحب» – محمد عبده (1987).
- «وطني الحبيب» – طلال مداح.
- «أنت ملك» – رابح صقر.[17]
- «عاش سلمان» – راشد الماجد.[18]
- «هي لنا دار» – عمل جماعي (اليوم الوطني 91).[19]
- «ياكبر الفخر» – كورال وزارة الحرس الوطني.[20]

## المؤسسات المنتجة والداعمة
- وزارة الإعلام ومنصّة «سعوديبيديا»: أرشفة المحتوى الوطني.
- وزارة الحرس الوطني السعودي: عروض العرضة وأعمال كورالية مصوّرة.
- الهيئة العامة للترفيه: هويات اليوم الوطني، أوبريتات وعروض أوركسترالية حديثة.[21]
- القطاع الخاص (مثل «روتانا»، «بلاتينيوم ريكوردز»): إعادة إصدار وأعمال أصلية.

### التوثيق والأرشفة
تتطلّبُ الذاكرة الصوتية الوطنية برامج تحويلٍ رقميٍّ للتسجيلات القديمة وتوثيق بيانات الإصدار والعازفين والموزعين. أُشير في بياناتٍ رسمية إلى مبادراتٍ ثقافية لتحويل الأشرطة التناظرية بالتعاون مع الأرشيف الوطني وهيئة الإذاعة والتلفزيون.